# レオポルト・フォン・シュレンク
レオポルト・フォン・シュレンク（英語: Leopold von Schrenck、ロシア語: Леопольд Иванович фон Шренк、1826年 - 1894年1月8日）は、ロシア帝国の動物学者、地理学者、民族誌学者である。

## 生涯
1826年、バルト・ドイツ人の家庭に生まれる。生地はサンクトペテルブルク南西のホテニである。タルトゥ大学で博士号を取得後、フンボルト大学ベルリンおよびケーニヒスベルク大学において自然科学を研究した。その後、彼はロシア帝国海軍の軍艦アヴローラの世界周航に博物学者として参加した。

### アムール探検
1853年、サンクトペテルブルク科学アカデミーはシュレンクをアムール地方探検のため、スクーナー・ヴォストークに乗船させて派遣した。1854年、植物学者のカール・マキシモヴィッチとともにアムール川河口に到達した。1855年2月にはサハリンを訪れ、春から夏にかけてアムール川流域を探査した。1856年、バイカル湖を経由し、陸路でヨーロッパへ帰還した。これらの探検の成果は、1860年に著書『アムール地方の旅行と研究』（Reisen und Forschungen im Amur-Lande）として発表された。この功績により、彼はロシア地理学会からコンスタンチン・メダルを授与された。

### 後年と民族誌研究
晩年のシュレンクは、研究の焦点をロシアの原住民族へと移した。1879年11月10日、サンクトペテルブルクのピョートル大帝記念人類学民俗誌学博物館の館長に任命され、その分野の研究に尽力した。

## シュレンクにちなむ学名
多くの動物種名がシュレンクに因んで名付けられている。
- アオガイ Notoacmea schrenckii
- アムールチョウザメ Acipenser schrenckii
- チョウセンナメラ Elaphe schrenckii
- コムラサキ属の一種（ロシア語名Переливница Шренка） Apatura schrenckii

## 参考資料
- Mearns and Mearns - Biographies for Birdwatchers ISBN 0-12-487422-3
- Kunstkamera

 ウィキメディア・コモンズには、レオポルト・フォン・シュレンクに関するカテゴリがあります。